# Fixeer
Fixeer is in de fotografie een vloeistof waarmee een foto (negatief of afdruk) na  ontwikkeling wordt behandeld. Hiermee worden de na het ontwikkelen overgebleven lichtgevoelige zilverhalogeniden opgelost, zodat de onbelichte delen niet alsnog zwart worden en de foto houdbaar wordt. Dit proces heet fixeren.
De werkzame stof in normaal fixeer is natriumthiosulfaat (Na2S2O3) terwijl ammoniumthiosulfaat ((NH4)2S2O3) wordt gebruikt als snelfixeer.
De reactie komt neer op:
2 S2O32−  +  AgBr  →  [Ag(S2O3)2]3−  +  Br−